# Которович Геннадій Іванович
Которович Геннадій Іванович (23 січня (5 лютого) 1916, Росія або Грубешівський повіт — 30 листопада 1964, Мюнхен, Німеччина) — український журналіст.

## Життєпис
Син українського православного священика з-під Грубешева, швагер полковника Якова Гальчевського, стрийко відомого музиканта Богодара Которовича.
До 1939 року мешкав і працював у Варшаві — сеймовий (парламентський) кореспондент газети Polityka, кореспондент газети «Діло». У цей час був близьким до Єжи Ґедройця.
Під час Другої світової війни жив у Берліні.
Після війни — редактор незалежного тижневика «Неділя» (Ашафенбурґ, Західна Німеччина).
Похований, за однією версією, у Німеччині, за іншою — в Роттердамі, поруч із могилою Є.Коновальця.